# Ozopteryx basalis
Ozopteryx basalis är en fjärilsart som beskrevs av Max Saalmüller 1891. Ozopteryx basalis ingår i släktet Ozopteryx och familjen nattflyn. Inga underarter finns listade i Catalogue of Life.